# District de Sant Andreu
Le district de Sant Andreu est l'un des dix districts (district n° IX) de la ville de Barcelone (Catalogne).
Il est composé des sept quartiers suivants : Trinitat Vella, Baró de Viver, Bon Pastor, Sant Andreu de Palomar, La Sagrera, El Congrés i els Indians et Navas.
Sa taille est de 656 ha (troisième district en superficie) et en 2009 sa population est de 148 000 habitants.

## Localisation
Le district est situé au nord de la ville.

Localisation du district de Sant Andreu dans Barcelone.

Plan du district.

## Archéologie
- zone archéologique de la Sagrera

## Personnalités liées au quartier
- Josep Munné i Sampere (1926-1978), joueur de football dont la carrière débute à l'UE Sant Andreu[1];
- Pep Munné (1958-), sportif et acteur[2].